# Eurovision 2020: Australia Decides
Unter dem Titel Eurovision 2020: Australia Decides fand am 8. Februar 2020 der australische Vorentscheid für den Eurovision Song Contest 2020 in Rotterdam (Niederlande) statt. Es war nach dem Vorjahr die zweite Ausgabe dieser Sendung und wurde in diesem Jahr von Montaigne mit dem Lied Don't Break Me gewonnen.

## Format

### Konzept
Am 29. August 2019 kündigten die ausstrahlende Fernsehanstalt öffentlich-rechtliche Rundfunkgesellschaft Special Broadcasting Service (SBS) und die Produktionsfirma Blink TV Production an, das Konzept des ersten australischen Vorentscheides Eurovision 2019: Australia Decides fortzuführen. Demnach sollen erneut zehn Interpreten und zehn Liedern am im Gold Coast Convention Centre stattfindenden Vorentscheid teilnehmen. Der Gewinner wird zu jeweils 50 Prozent über ein Jury- und Televoting bestimmt.
Die Jury bestand aus den folgenden Mitgliedern:
- Josh Martin – SBS-Unterhaltungskoordinator und Australischer Delegationsleiter
- Kate Miller-Heidke – Teilnehmerin beim Eurovision Song Contest 2019
- Måns Zelmerlöw – Gewinner des Eurovision Song Contest 2015
- Milly Petriella – Leiterin der Abteilung für Mitgliederbeziehungen bei APRA AMCOS
- Paul Clarke – Leiter von Blink TV und Creative Director von Eurovision 2020: Australia Decides

Die Sendung fand wie im vergangenen Jahr auch im Gold Coast Convention Centre in Gold Coast statt.

### Beitragswahl
Zwischen dem 28. August und dem 30. September 2019 hatten Komponisten die Gelegenheit, einen Beitrag beim australischen Fernsehen SBS einzureichen. Dabei war es nur möglich, dass lediglich Staatsbürger Australiens Beiträge einreichen durften. Außerdem konnten Komponisten auch mehr als nur einen Beitrag einreichen.

## Teilnehmer
Die zehn Teilnehmer der Sendung werden jeweils vom November 2019 bis Januar 2020 vorgestellt. Dabei werden pro Ankündigung je zwei Interpreten vorgestellt. Am 7. November 2019 stellte SBS die ersten beiden Teilnehmer vor, ehe am 19. November und 5. Dezember 2019 je zwei weitere Teilnehmer folgten.
Am 16. Dezember 2019 gab der Sender SBS das komplette Teilnehmerfeld bekannt.

## Finale

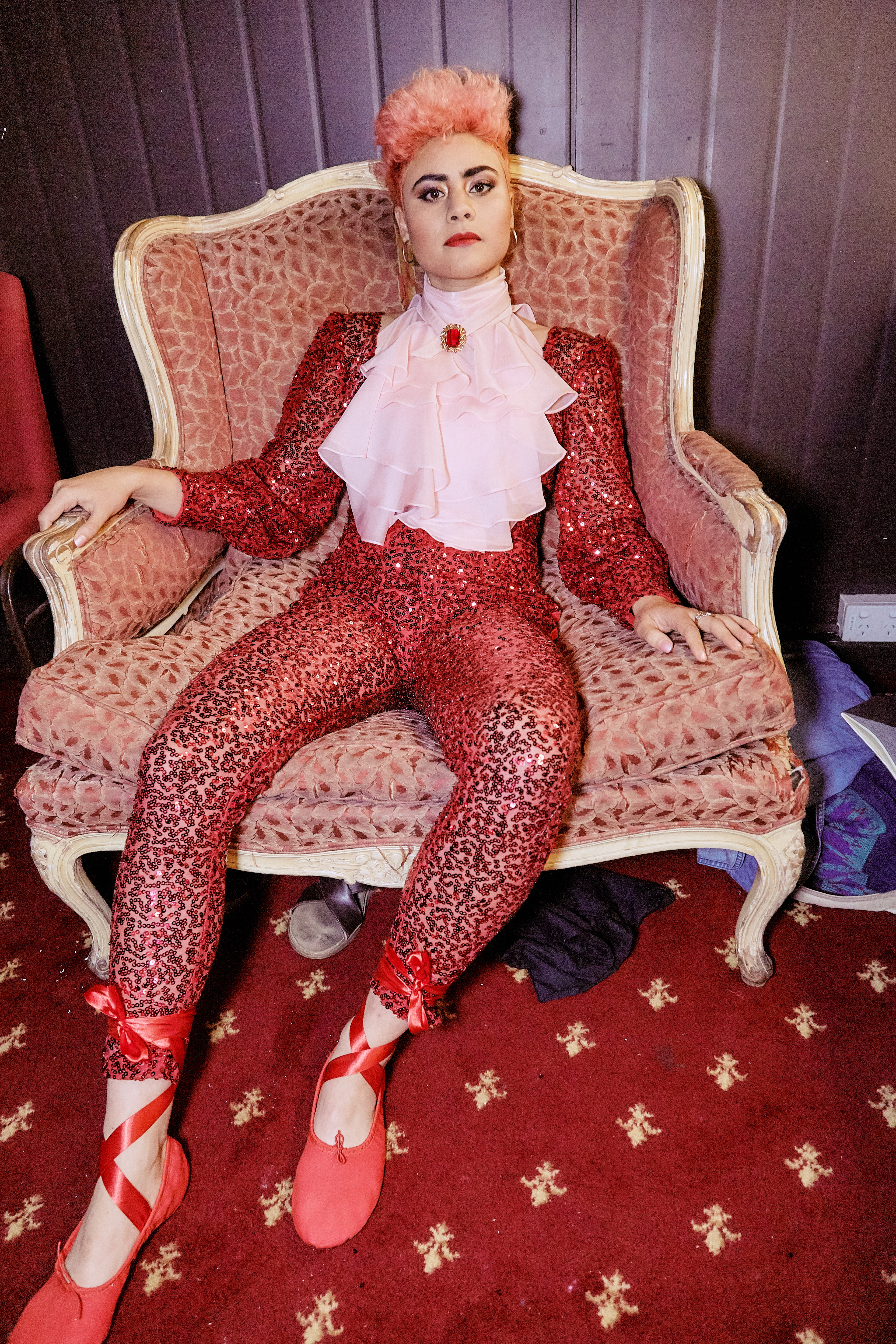
Die Gewinnerin der australischen Vorentscheidung: Montaigne

Das Finale fand am 8. Februar 2020 im Gold Coast Convention Centre in Gold Coast statt. Insgesamt zehn Teilnehmer präsentieren dort ihre Lieder, ehe am Ende die Jury sowie die Zuschauer über den Sieger entschieden. Kate Miller-Heidke eröffnete die Sendung mit ihren Lied Zero Gravity, mit dem sie 2019 den australischen Vorentscheid gewann und Australien beim Eurovision Song Contest 2019 in Tel Aviv (Israel) vertrat. Während der Abstimmungsphase präsentierte Måns Zelmerlöw das Lied Hereos mit dem er das Melodifestivalen 2015 und den Eurovision Song Contest 2015 gewann. Außerdem trat Dami Im mit ihrem neuen Lied Marching On auf. Zuletzt sangen Måns Zelmerlöw und Dami Im gemeinsam das Lied Walk With Me.
Montaigne gewann das Juryvoting und Casey Donovan das Televoting. Dennoch reichten 53 Punkte im Televoting, um den Vorentscheid zu gewinnen. Mit einem Vorsprung von sieben Punkte setzte Montaigne sich insgesamt vor Casey Donovan durch.
| Platz | Startnr. | Interpret       | Lied Musik (M) und Text (T)                                                       | Sprache             | Übersetzung (Inoffiziell)       | Punkte | Punkte    | Punkte |
| Platz | Startnr. | Interpret       | Lied Musik (M) und Text (T)                                                       | Sprache             | Übersetzung (Inoffiziell)       | Jury   | Zuschauer | Gesamt |
| ----- | -------- | --------------- | --------------------------------------------------------------------------------- | ------------------- | ------------------------------- | ------ | --------- | ------ |
| 01.   | 09       | Montaigne       | Don’t Break Me M/T: Montaigne, David Musumeci, Anthony Egizii                     | Englisch            | Mach mich nicht kaputt          | 54     | 53        | 107    |
| 02.   | 08       | Casey Donovan   | Proud M/T: Justine Eltakchi                                                       | Englisch            | Stolz                           | 40     | 60        | 100    |
| 03.   | 05       | Vanessa Amorosi | Lessons of Love M/T: Vanessa Amorosi, Aleena Gibson, Trevor Muzzy                 | Englisch            | Lektionen der Liebe             | 42     | 40        | 082    |
| 04.   | 10       | Didirri         | Raw Stuff M/T: Didirri Peters, Oscar Dawson                                       | Englisch            | Rohe Dinge                      | 39     | 24        | 063    |
| 05.   | 07       | Mitch Tambo     | Together M/T: Roberto De Sa, Isabella Kearney-Nurse, Andy Hopkins                 | Englisch, Kamilaroi | Zusammen                        | 24     | 33        | 057    |
| 06.   | 03       | Jaguar Jonze    | Rabbit Hole M/T: Aidan Hogg, Deena Lynch                                          | Englisch            | Kaninchenbau                    | 18     | 28        | 046    |
| 07.   | 06       | Diana Rouvas    | Can We Make Heaven M/T: Diana Rouvas, Louis Schoorl                               | Englisch            | Können wir den Himmel schaffen? | 24     | 18        | 042    |
| 08.   | 04       | Jack Vidgen     | I Am King I Am Queen M/T: Andrew Lowden, Jack Vidgen                              | Englisch            | Ich bin König, Ich bin Königin  | 19     | 15        | 034    |
| 09.   | 01       | iOTA            | Life M/T: Jesse Watt                                                              | Englisch            | Leben                           | 19     | 13        | 032    |
| 10.   | 02       | Jordan Ravi     | Pushing Stars M/T: Mattias Lindblom, George Sheppard, Tania Doko, Martin Eriksson | Englisch            | Sterne schieben                 | 11     | 12        | 023    |

## Quoten
Die Zuschauerzahl nahm gegenüber 2019 um etwa 12 Prozent zu.
| Sendung                            | Datum                | Zuschauer  | Marktanteil |
| ---------------------------------- | -------------------- | ---------- | ----------- |
| Eurovision 2020: Australia Decides | Sa., 8. Februar 2020 | 0,334 Mio. | 8,5 %       |